# Klimatterapi

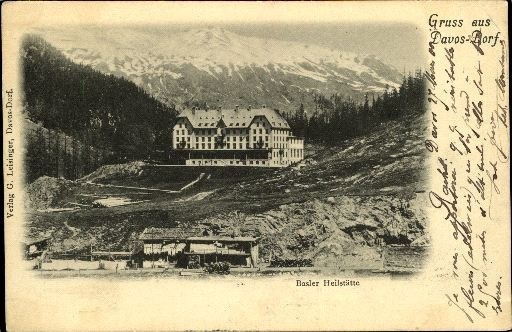
Sanatorier användes för vård av tbc-patienter fram till omkring 1950. På vissa orter övergick de därefter till att bli turisthotell. Sanatorium i Davos år 1900.

Klimatterapi är behandling av sjuka människor genom användning av klimatfaktorer, exempelvis i sanatorievård. Miljöer som ofta använts är ängsmarker, kustområden, medelhöga bergstrakter och höga bergstrakter och metoden har särskilt använts för luftvägssjukdomar och hudsjukdomar.

## Historik
Behandlingsmetoden, som främst var vanlig under 1800-talet och fram till omkring 1950, bygger på erfarenheten att tillståndet vid sjukdomar kan förbättras när patienten uppehåller sig på en plats med visst klimat. Exempelvis kan patienter med astma bli bättre i ett torrt, varmt klimat, och personer med reumatiska sjukdomar kan bli bättre av ett stabilt, varmt klimat. Man har dock uppmärksammat att när patienter byter klimat byter de ofta också miljö. En del av den så kallade ”klimateffekten” kan därför bero på miljöombytet.
Följande effekter har antagits:
- Kuster: (talassoterapi) Saltrik ren luft har ansetts bra för slemhinnorna i luftvägarna. Dessutom ansågs det aktivera huden, förbättra blodcirkulationen och stimulera metabolismen. UV-strålning ger D-vitaminproduktion.
- Låga berg: Ren luft. Dessutom gav det vackra landskapet positiv psykisk effekt.
- Höga berg: Lågt lufttryck, låg luftfuktighet, ren luft och hög UV-strålning.

Den vanligaste formen av klimatoterapi sedan mitten av 1800-talet fram till omkring 1950, var den så kallade luftkuren, eller luftbadet, särskilt i samband med höga berg. 
De positiva effekterna av resa och ledighet och dess inflytande på patologiska processer kunde knappast särskiljas från de antagna orsakerna. Samtidigt fanns tydliga turistaspekter och ekonomiska intressen på olika nivåer.